# Шеллефтео (порт)
64°41′03″ пн. ш. 21°15′28″ сх. д. / 64.6841° пн. ш. 21.2578° сх. д.

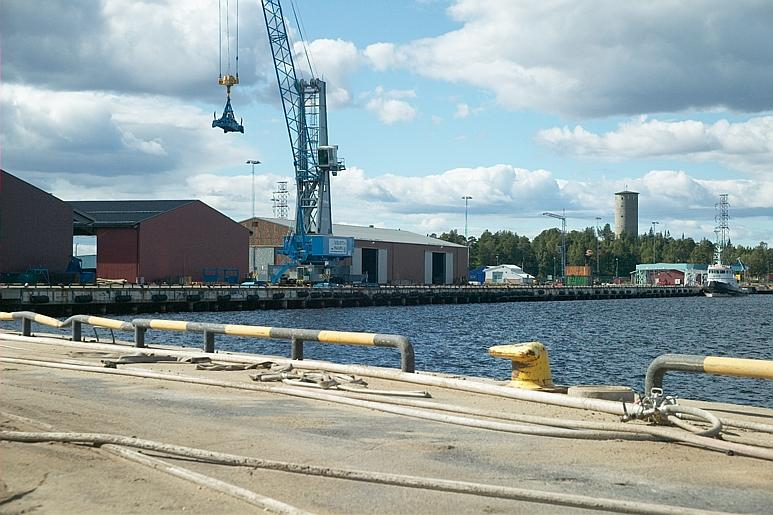
Hamnen 2004

Порт Шеллефтео — порт з цілорічною навігацією, що належить муніципалітету Шеллефтео, розташований у Шеллефтегамі за 16 км від центру Шеллефтео. 
Починаючи з 1912 року, рух порту неухильно збільшувався. Щорічно на території порту завантажується та вивантажується приблизно 1,6 мільйона тонн вантажів, що робить порт одним із 20 найбільших у Швеції. Обсяги в основному складаються з сипучих і лісових продуктів, плавильних матеріалів і готової продукції до/з Rönnskärsverken, а також сталевих заготовок, брухту і пиляних виробів з деревини. У порту є найбільший у Норрланді мобільний кран, який піднімає до 100 тонн вантажів. 
Через порт Шеллефтео імпортується більшість вітрових турбін до Швеції, у 2012 році було поставлено до 30 електростанцій.
Важливою перевагою Шеллефтео для змішаних перевезень є його близькість до портів на півночі Фінляндії. Порт має регулярні рейси до Англії. 
Порт Шеллефтео також є перевантажувальним терміналом для всіх вантажів, які надходять і відправляються залізницею до Шеллефтео. 
Також є обробка контейнерів.
Щорічно в порт заходить близько 400-430 суден.
У порту Шеллефтео є єдина верф у Ботнійській затоці.

## Технічна інформація
- Глибина: 13–15 м
- Кількість причалів/довжина: 5/1345 м
- Кількість кранів/вантажопідйомність: 3/40 т
- Мобільний кран вантажопідйомністю 100 т
- Два менших мобільних крана вантажопідйомністю 15 т
- Пристрої RoRo: 
  - Глибина: 9,3 м,
  - Довжина 150 м
- Сухий док: 
  - Довжина 450 м
  - Глибина 8,5 м